# شبكة توزيع المياه

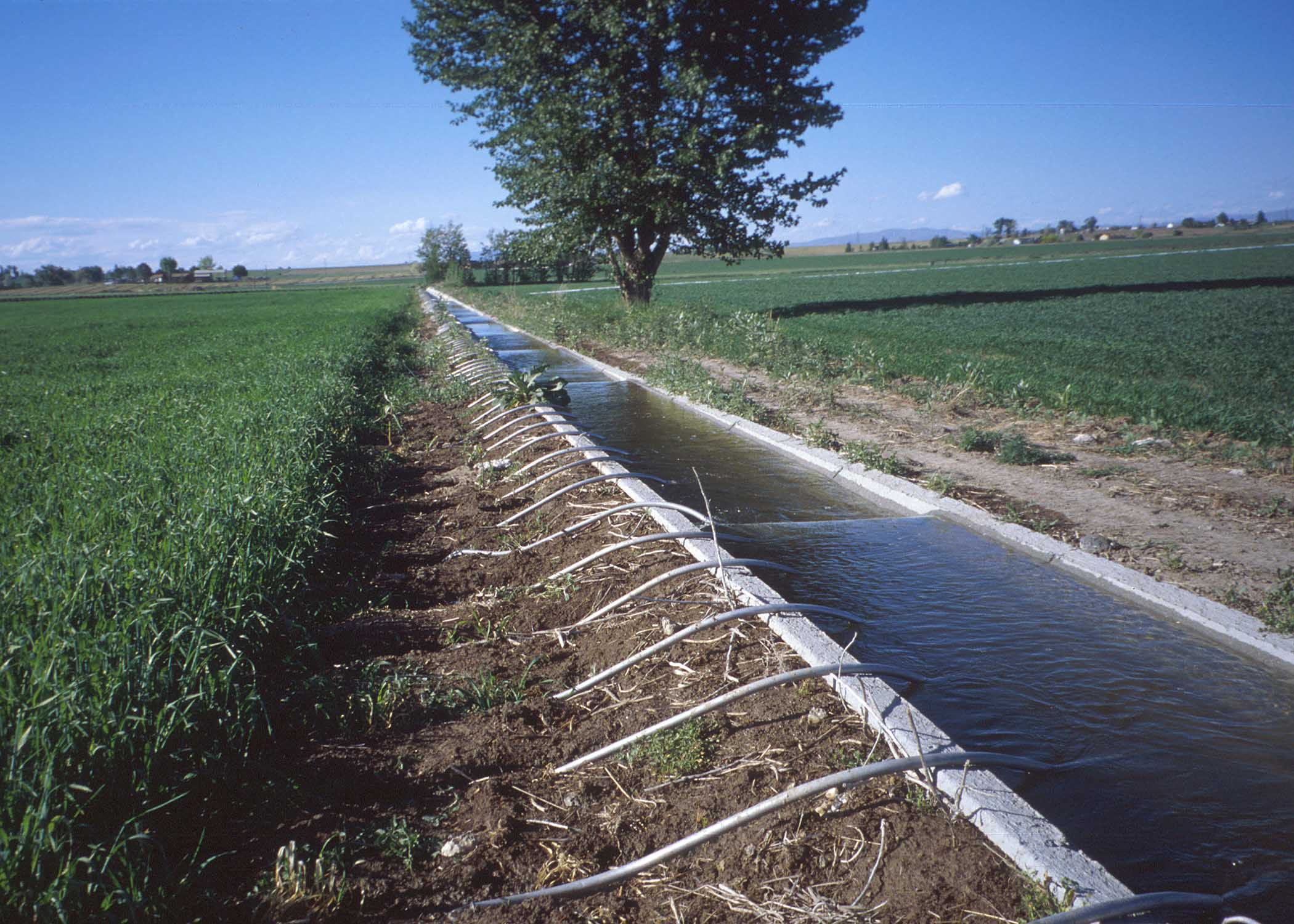
قناة ري زراعية

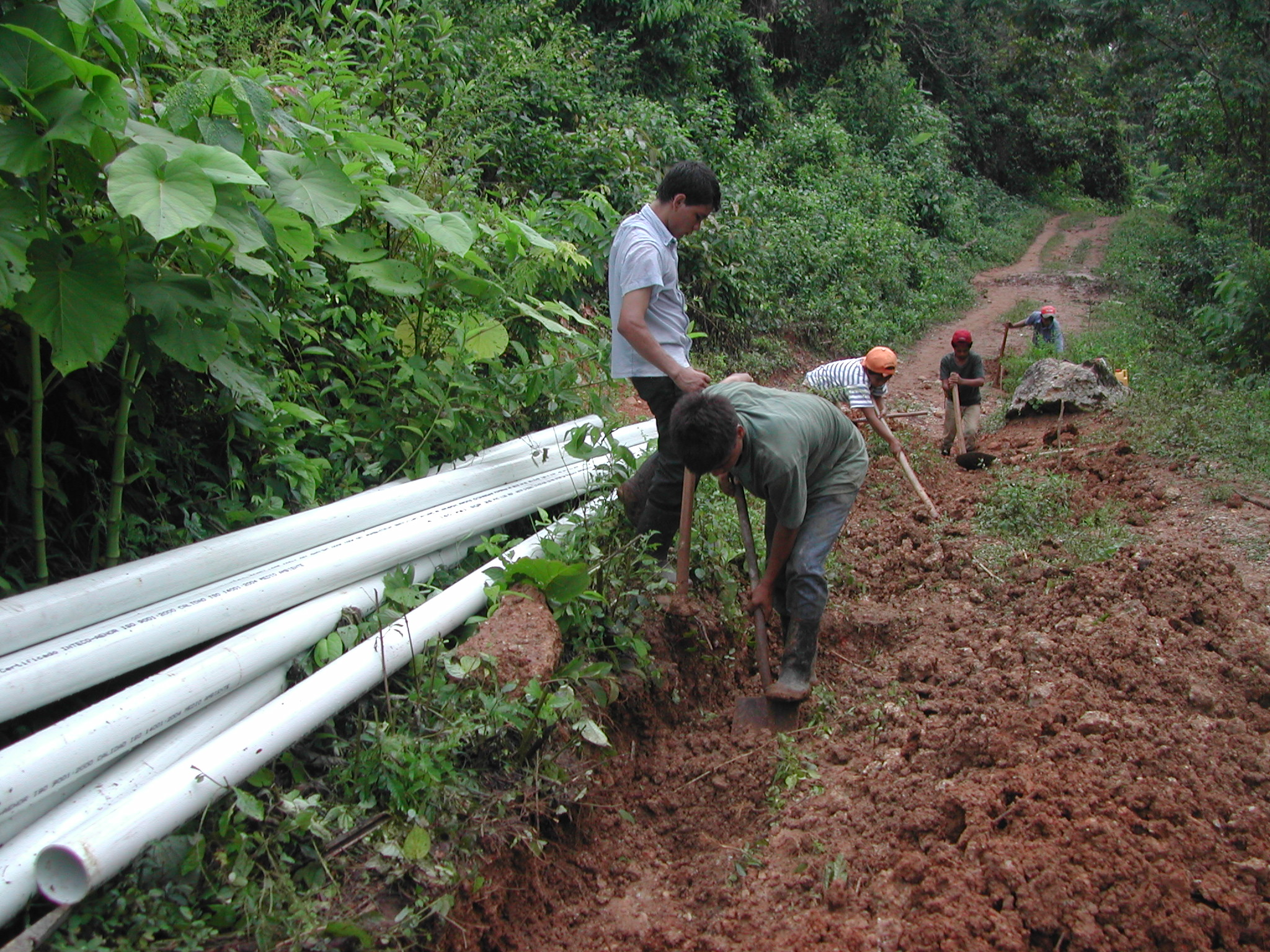
عملية تمديد أنابيب شبكة المياه العذبة في غواتيمالا

شبكة المياه العذبة أو شبكة التغذية وهي جزء من شبكة توزيع المياه، وهذه الشبكة تعنى بإمداد المستخدمين بالمياه الصالحة للاستخدام البشري. وتتمتع هذه الشبكة باهمية بالغة في كافة المجلات.

## أنواع الشبكة

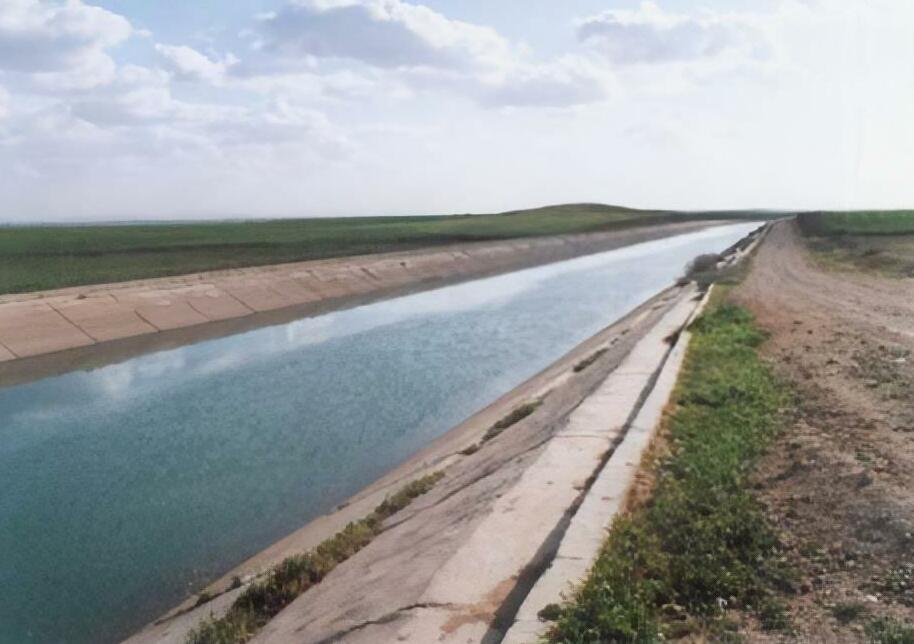
شبكة تغذية خارجية في سوريا

## طرق توزيع المياه

التوزيع بواسطة الانحدار

التوزيع بواسطة الخزانات والمضخات

## أنابيب التوزيع

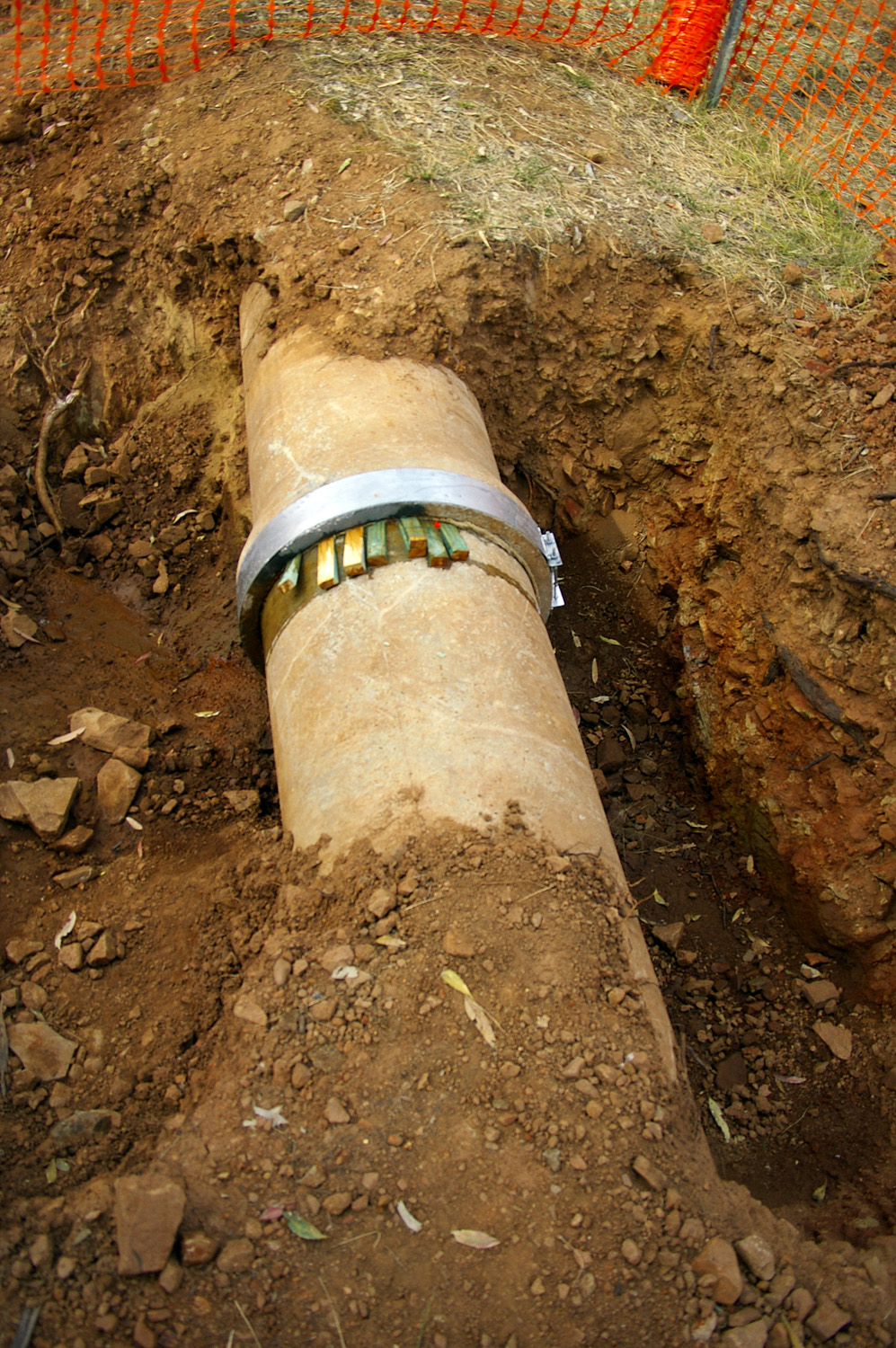